# Francisco Cerro
Francisco Cerro (Santiago del Estero, 9 de fevereiro de 1988) é um futebolista profissional argentino que atua como meia.

## Carreira
Francisco Cerro começou a carreira no Quilmes.

## Títulos
Rayo Vallecano
- Segunda División: 2017–18